# Trèo cây Trung Hoa
Trèo cây Trung Hoa, tên khoa học Sitta villosa, là một loài chim trong họ Sittidae. Chúng được tìm thấy ở Trung Quốc, Triều Tiên và Hàn Quốc.